# أناج
أناج بلدية في ولاية باهيا في المنطقة الشمالية الشرقية من البرازيل.  